# Adalsinde (sainte)
Pour les articles homonymes, voir Adalsinde.
Sainte Adalsinde ou Adelsende (642, † 673) est une religieuse de l'Hamage. Sa fête est le 25 décembre. 

## Biographie
Son père était saint Adalbade et sa mère sainte Rictrude. Les trois autres enfants des saints parents sont vénérés comme saints : les saintes Eusébie, Maurant et Clodoswinthe. Adalsinde était la plus jeune des filles de ses parents.
Elle se fit religieuse à Hamaye-les-Marchienne dans le diocèse d'Arras, alors que la prieure était sa propre sœur, sainte Eusébie qui avait  remplacé sa bisaïeule à l'âge de douze ans.
Elle mourut à la fleur de l’âge, son décès eut lieu vers l’an 673, durant les solennités de Noël, lorsque sa sœur Eusébie vivait encore. Sainte Rictrude s’efforça de ne point laisser éclater, pendant ces jours de fête consacrés à célébrer la naissance du Sauveur, la douleur que lui causait la perte de sa fille ; elle attendit la fête des saints Innocents pour répandre des larmes qu’elle n’aurait pu contenir plus longtemps.

## Vénération
Ses reliques et celles de sa sœur, la bienheureuse Clotsinde, reposaient dans l’église du monastère de Marchiennes, ainsi que celles de leur sœur, sainte Eusébie, qu’on y transporta en 1133. C’est là qu’elles étaient honorées d’un culte public, comme le prouve une ancienne inscription métrique rapportée par Raissius, dans son Hierogazophilacium Belgicum, p. 292.
Dans les martyrologes bénédictins, la fête d’Adalsinde est marquée sous le 25 décembre.
D'aucuns la considèrent comme bienheureuse et pas comme sainte. D'autres considèrent l'an 680 ou 715 comme la date de son décès. Mais si Raissius détermine qu'elle est morte dans la fleur de l'âge, la date serait 673 ou 680 plutôt que 715.